# Pilosa
Pilosa (lat. Pilosa) este un ordin de mamifere placentale din supraordinul Xenarthra. Taxon monofiletic, grup soră pentru ordinul Cingulata.

## Structura corpului

### Schelet
Craniul este scurtat la leneși sau puternic alungit la furnicar din regiunea feței. Oasele premaxilare sunt slabe sau destul de bine dezvoltate. Arcul zigomatic poate fi complet, incomplet sau rudimentar. Dinții sunt lipsiți de smalț și rădăcini [sursă nespecificată 272 de zile], incisivii și caninii sunt absenți (cu excepția leneșilor cu două degete, care au dinți asemănători caninilor), toți dinții sunt uniformi, în formă de cuier cu o singură rădăcină, cu constantă creștere de-a lungul vieții. Pe ultimele vertebre toracice și lombare, dinții incompleți au articulații accesorii suplimentare care întăresc sprijinul membrelor. În coloana cervicală există 7 vertebre la furnici și de la 6 la 9 la leneși. Ulna și raza sunt separate, iar tibia și fibula pot fi separate sau fuzionate în proxim și uneori distal. Există o claviculă. Procesul coracoid al scapulei este relativ mai dezvoltat decât la alte mamifere placentare. Pe labele din față, cele cu dinți parțiali au de obicei mai puțin de cinci degete, dintre care două sau trei sunt extrem de dezvoltate și înarmate cu gheare puternice.

## Organele interne
Stomacul este simplu la furnici sau complex la leneși. Cecul este slab dezvoltat sau complet absent. Creierul este macrosmatic (din macros grecesc antic - „mare”, „mare” și osme - miros, simț al mirosului), adică cu un simț al mirosului bine dezvoltat. Creierele emisferelor cerebrale sunt puține. Vena cavă posterioară este dublă.